# Хало Лулу 22
Хало Лулу 22 (оригинално Hallo Lulu 22) је други албум сплитске групе Ђаволи. Албум садржи 9 песама и хитови су Стојин на кантуну, Бамбина, Ја волим је, Дани љубави... Изашао је 1987. године у издању Југотона.

## О албуму
Албум је добио назив по папирићима за цигарете, које су се производиле током шездесетих година у ријечкој фабрици папира. продуцент је био Жељко Бродарић Џапа.
Са песмом Бамбина наступали су на МЕСАМ-у 1986. године и освојили трећу награду.

### Омот
Омот је инспирисан 50-им и 60-им годинама 20. века. Предњи део украшава стари логотип Југотона и део рекламног плаката за пиће Кокта из Словеније.

## Занимљивости
Песма Стојин на кантуну је оригинално изведена јуна 1986. године у емисији Недељно поподне РТБ-а.